# Universidad de Ankara
La Universidad de Ankara ( turco Ankara Üniversitesi) es una de las principales universidades de Turquía. De carácter público, es la primera universidad de la República de Turquía, habiendo establecido varias facultades en los primeros años de la república, bajo el liderazgo de Mustafa Kemal Atatürk. Cuenta con 40 programas vocacionales, 114 programas de pregrado y 110 programas de posgrado sumando así un total de 264 programas en 16 facultades, dos escuelas superiores, 9 escuelas superiores vocacionales 13 institutos (posgrado) y un conservatorio. Sus primeras facultades (Medicina Veterinaria y Ciencias Políticas) fueron fundadas en 1842 y 1859 respectivamente. La universidad administra el Centro de Enseñanza e Investigación en Turco y Lenguas Extranjeras (TÖMER).

## Historia
La Escuela de Leyes fue establecida en 1925, la Escuela de Letras, Historia y Geografía en 1935 y la escuela de Ciencias Políticas ya existente educó a los administradores públicos bajo el nombre de Mekteb-i Mülkiye desde 1859 en Estambul fue trasladada a Ankara en 1936. La Escuela de Medicina y Ciencias fue establecida en 1945. Contando con todas las facultades mencionadas, la universidad fue oficialmente establecida en 1946 adquiriendo la facultad de Agronomía y Medicina Veterinaria. La Escuela de Teología fue fundada en 1949 y la de Ciencias Políticas en 1950, a las que siguieron la de Farmacia en 1960 y de Odontología en 1963, esta última elevada a facultad en 1977. La facultad de Ciencias de la Educación se creó en 1965 al igual que la Facultad de Comunicación. La Facultad Agroforestal de Çankırı y de Educación en Salud fueron abiertas en 1996.
El Departamento de Lengua y Literatura Japonesa fue galardonado con el elogio del Ministro de Relaciones Exteriores de Japón por sus contribuciones a la promoción de la educación del idioma japonés en Turquía el 1 de diciembre de 2020.

## Organización
Las 15 facultades de la Universidad son:
- Facultad de Medicina
- Facultad de Odontología
- Facultad de Farmacia
- Facultad de Ciencias de Salud
- Facultad de Medicina Veterinaria
- Facultad de Ciencias Políticas
- Facultad de Derecho
- Facultad de Ciencias
- Facultad de Ingeniería
- Facultad de Ciencias de la Educación
- Facultad de Letras, Historia y Geografía
- Facultad de Teología
- Facultad de Agricultura
- Facultad de Comunicación
- Facultad de Ciencias de Deportes

## Alumnos destacados
- Deniz Baykal - político y líder de partido
- Ataol Behramoglu - poeta y literato
- Ekmeleddin Ihsanoglu - exsecretario General de la Organización de la Conferencia Islámica (doctorado)
- Adnan Menderes - ex primer ministro
- Ahmet Necdet Sezer - Presidente de Turquía (2000–2007)
- Cemal Süreya - poeta